# Craig Kielburger
Craig Kielbuger (Thornhill, 17 dicembre 1982) è un attivista canadese, fondatore dell'associazione Free the Children.

## Biografia
Nel 1995 dopo l'assassinio di Iqbal Masih, bambino ucciso dalla mafia del tappeto pakistana perché si batteva per i diritti dei bambini, decide di raccogliere il testimone e d'impegnarsi con lo stesso obiettivo e fonda assieme al fratello Marc l'associazione Free the Children.  È cofondatore di Leaders Today, associazione di formazione alla leadership.

Free the Children attraverso l'attività di volontariato costruisce scuole e offre mezzi di sussistenza a molti bambini. L'associazione al 2007 era presente in 45 paesi e aiutava 40000 bambini.
Craig ha viaggiato in molti paesi tra i quali anche l'Italia dove ha avuto modo d'incontrare nel 1997 l'allora presidente del Senato Nicola Mancino e il papa Giovanni Paolo II
Ha avuto modo d'incontrare il presidente degli Stati Uniti d'America Bill Clinton, Nelson Mandela, la regina Noor di Giordania, l'arcivescovo Desmond Tutu, Tenzin Gyatso, attuale Dalai Lama ,e altri.
Nel 2007 è stato insignito di medaglia d'oro della Camera dei deputati italiana